# كاتدرائية لاس لاجاس
كاتدرائية لاس لاجاس (بالإسبانيَّة: Santuario de Las Lajas) هي كاتدرائية تقع في القسم الجنوبي لمقاطعة نارينو الكولومبية، تحديدا في بلدية نارينو. بُنيت الكاتدرائية داخل أخدود نهر غوايتارا.
بنيت الكنيسة الحالية بأسلوب إحياء قوطي، استغرق البناء 33 عاماً بين عام 1916 وعام 1949. يأتي اسم لاجاس من اسم نوع من الصخور الرسوبية المسطحة المشابهة للصخر الزيتي والأردواز .

## نظرة عامة
جاء مصدر الإلهام لإنشاء الكنيسة نتيجة حدوث معجزة مزعومة في عام 1754، عندما علقت الأمريكية الهندية ماريا مينيسس دي كوينونيس وابنتها الصماء روزا في عاصفة قوية جدًا. فانطلقتا ركضاً في الأرجاء بحثًا عن ملجأ يأويهما، عندما شعرن -وفق وصف روزا- بقوة مخفية كانت توجههم نحو كهف، حيث كانوا قادرين على رؤية صورة مريم العذراء على أحد الجدران، فصرخت الفتاة الصغيرة لأمها، مشيرة إلى الصورة.
تم بناء الكنيسة الحالية بين 1 يناير 1916 و 20 أغسطس 1949، بتبرعات من رواد الكنيسة المحليين. ترتفع الكنيسة 100 متر (330 قدم) من أسفل الوادي وتتصل بالجانب المقابل من الوادي بجسر يصل طوله إلى 50 متر (160 قدم).

## معرض صور

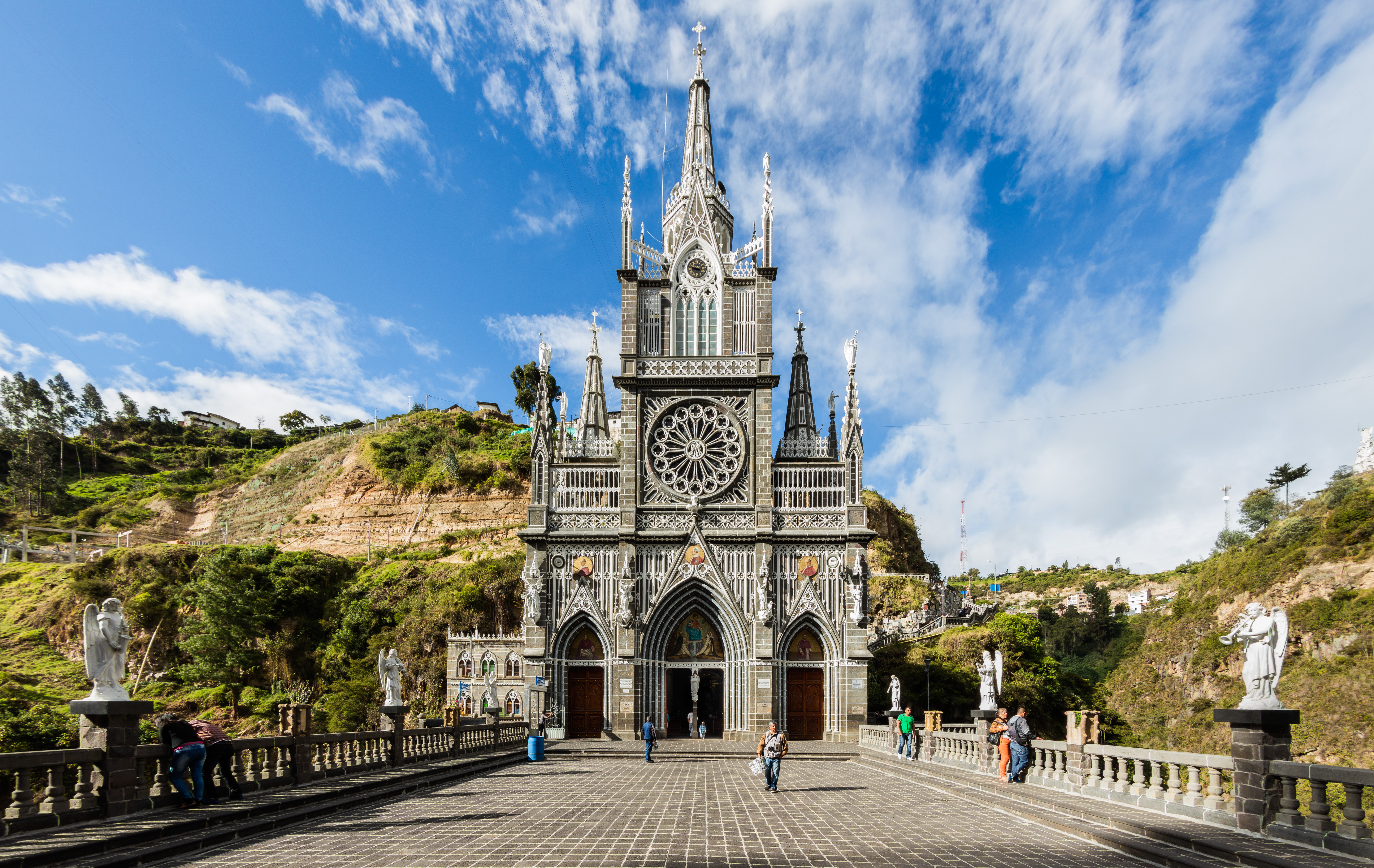
صورة امامية للكاتدرائية
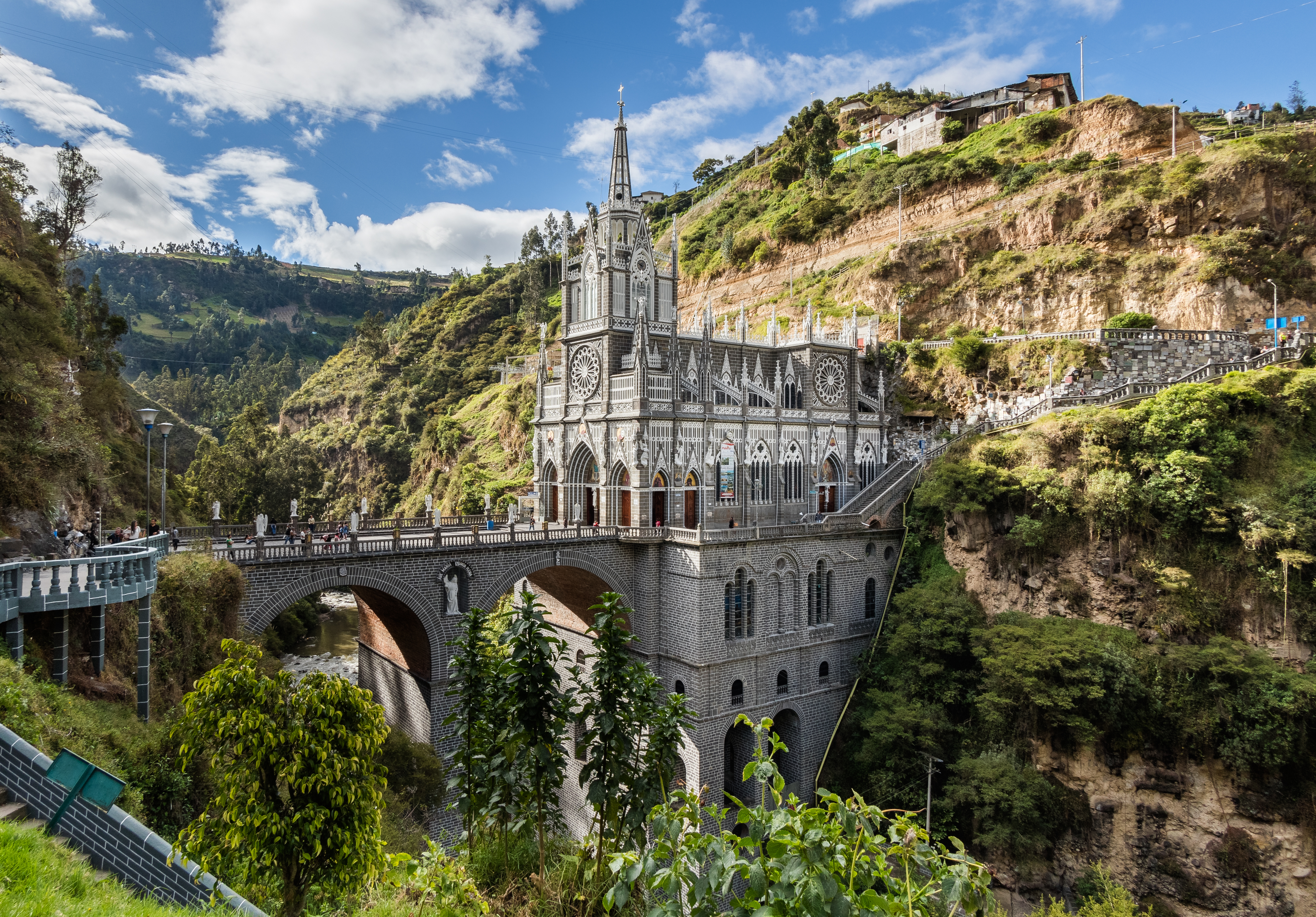
صورة جانبية
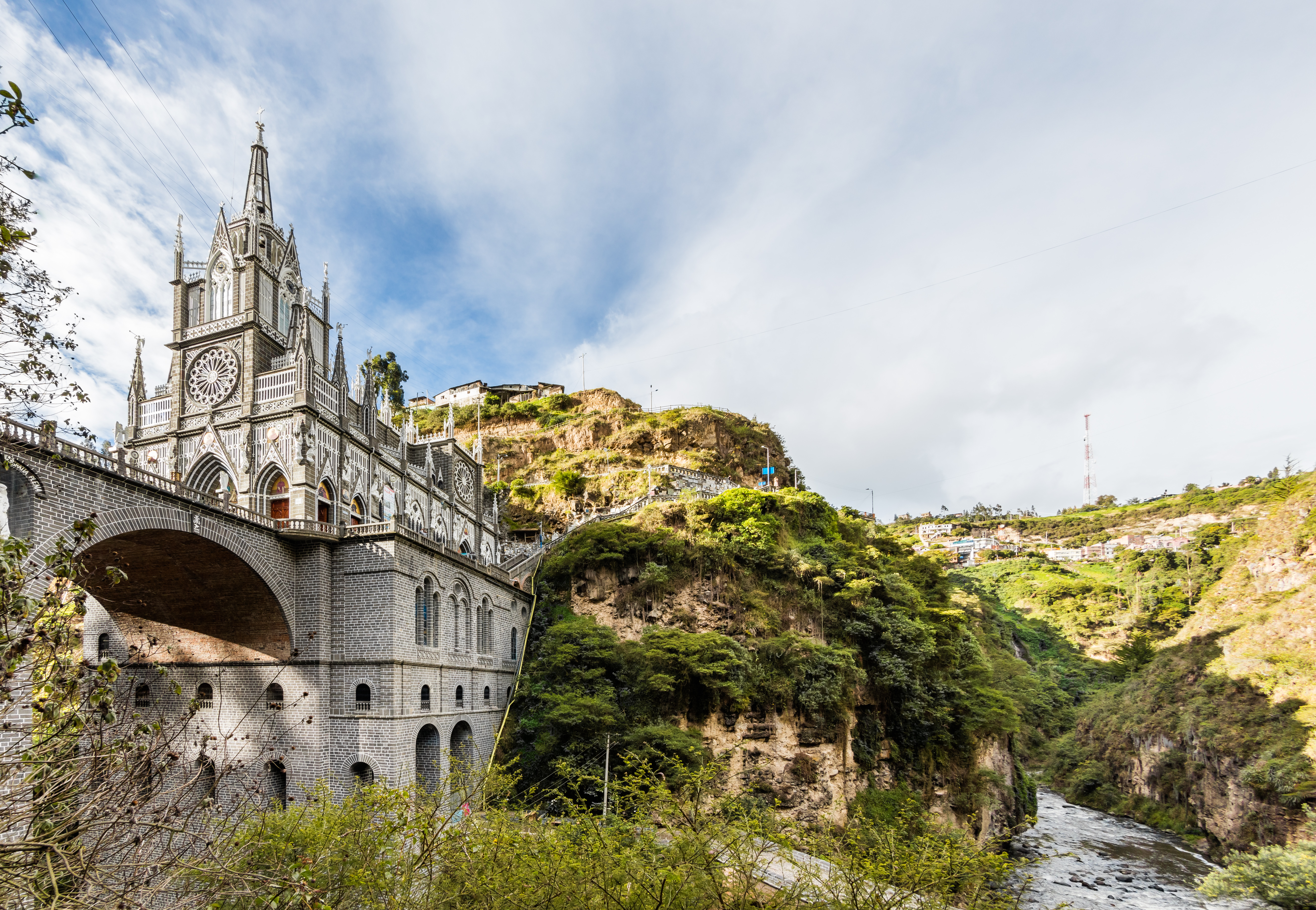
صورة من الأسفل